# Microsemyra pallida
Microsemyra pallida är en fjärilsart som beskrevs av Butler 1883. Microsemyra pallida ingår i släktet Microsemyra och familjen nattflyn. Inga underarter finns listade i Catalogue of Life.